# Michelle Senlis
Michelle Senlis, nom de plume de Michelle Fricault, est une parolière française, née le 20 juillet 1933 à Montgeron et morte le 21 juillet 2020 à Paris 14e. Elle a signé notamment des chansons de Jean Ferrat, Juliette Gréco, Fabienne Thibeault et Hugues Aufray.

## Compositions
Édith Piaf est la première, en 1955, à interpréter une chanson écrite par Michelle Senlis, en collaboration avec Catherine Sauvage, intitulée C'est à Hambourg. Peu après, Michelle Senlis écrit pour la même interprète Les Amants d'un jour en 1956, et Comme moi en 1958, sur des musiques de Marguerite Monnot.
Elle cosigne un grand nombre de ses chansons avec sa compagne Claude Delécluse, entre autres La Belle Amour en 1959 pour Léo Ferré. Ce titre n'a cependant jamais été enregistré en studio par lui.
En 1963, elle écrit entre autres C'est un jour à Naples pour Dalida et Rachel pour Juliette Gréco, ainsi que Quatre cents Enfants noirs pour Christine Sèvres.
En 1967, en collaboration avec Francis Lai, elle écrit une chanson interprétée par Jacqueline Dulac, Venise sous la neige.
Mais c'est avec Jean Ferrat que la collaboration est la plus fructueuse et durable. Parmi la trentaine de chansons écrites en collaboration avec lui, on retiendra notamment Mon vieux (première version de 1963) et (parmi la douzaine enregistrée par Ferrat), Chanson pour toi, C'est beau la vie, Les Derniers Tziganes, Les Nomades, À moi l'Afrique.

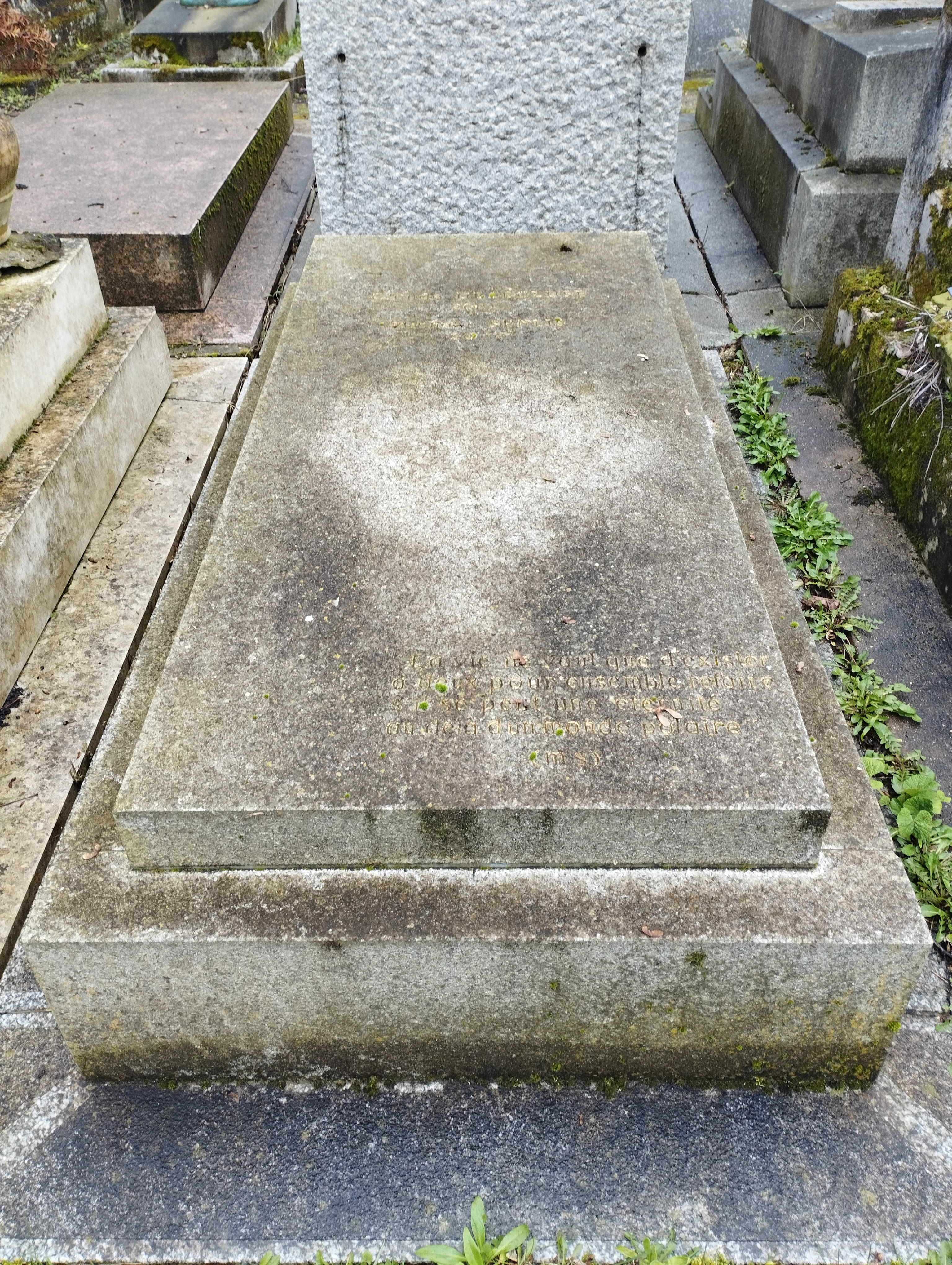
Tombe de Michelle Senlis et Claude Delécluse au cimetière du Père-Lachaise.

Elle écrit pour d'autres interprètes, dont Fabienne Thibeault pour qui elle a composé Comme les enfants, ou encore Noëlle Cordier, Georgette Lemaire, Mireille Mathieu, Régine et Jacques Hustin.
Michelle Senlis se consacre exclusivement à la peinture ses vingt dernières années, exposant dans le monde entier. Néanmoins, en 2016, elle reprend la plume pour écrire Elle a refermé le piano, sa « dernière [chanson], probablement », à Isabelle Aubret.
Elle publie en 2016 un recueil de poésies, Du cœur à l'aubier, dédié à sa compagne Claude Delécluse, décédée en 2011.
Elles sont toutes deux inhumées au cimetière du Père-Lachaise (89e division), à Paris.

## Discographie

### Parolière
- À moi l'Afrique (musique de Jean Ferrat), interprète : Jean Ferrat
- Les Nomades (musique de Jean Ferrat), interprètes : Jean Ferrat, Les Trois Ménestrels, Junia Montès, Les Sœurs Yvelis
- Quatre cents Enfants noirs (musique de Jean Ferrat), interprètes : Jean Ferrat, Christine Sèvres
- Les Belles Étrangères (musique de Jean Ferrat), interprète : Jean Ferrat
- Les Derniers Tziganes (musique de Jean Ferrat), interprète : Jean Ferrat
- Le P'tit Jardin (musique de Jean Ferrat), interprète : Jean Ferrat
- Mes amours (musique de Jean Ferrat), interprète : Jean Ferrat
- Autant d'amours, autant de fleurs (musique de Jean Ferrat), interprète : Jean Ferrat
- Qui (musique de Jean Ferrat), interprète : Isabelle Aubret
- Quand je rentre avec toi (musique de Jean Ferrat), interprète : Isabelle Aubret
- Elle avait mon âge (musique de Jean Ferrat), interprète : Isabelle Aubret
- D'autres jeudis (musique d'Alain Goraguer), interprète : Isabelle Aubret
- Ça ne fait pas une chanson (musique d'Alain Goraguer), interprète : Isabelle Aubret
- Sauvage et tendre Mexico (musique de Jorge Milchberg), interprète : Isabelle Aubret
- À l'enfant que j'étais (musique de François Rauber), interprète : Isabelle Aubret
- Marchand d'oiseaux (musique de Jacques Debronckart), interprète : Isabelle Aubret
- Le Vent (musique de Jacques Debronckart), interprète : Isabelle Aubret
- Mon vieux (musique de Jean Ferrat, arrangements de Daniel Guichard), interprètes : Daniel Guichard, Jacques Berger
- Les Chevaux (musique de Jean Ferrat), interprète : Jacqueline Dulac
- Venise sous la neige (musique de Francis Lai), interprète : Jacqueline Dulac
- Quand (musique de Francis Lai), interprète : Jacqueline Dulac
- On pleure le matin (musique de Francis Lai), interprète : Jacqueline Dulac
- Non ce n'est pas l'automne (musique de Jacqueline Dulac), interprète : Jacqueline Dulac
- L'aube n'est pas un cri (musique de Jacqueline Dulac), interprète : Jacqueline Dulac
- Un peu comme aujourd'hui (musique de Jacques Hustin), interprète : Jacques Hustin
- On t'apprends par cœur (musique de Jacques Hustin), inerprète : Jacques Hustin
- Le Cosaque (musique de Jacques Hustin), interprète : Jacques Hustin
- Le Vieux Berger (musique de Jacques Hustin), interprète : Jacques Hustin
- Mais qui est le sauvage ? (musique de Jacques Hustin), interprète : Jacques Hustin
- Ma vie d'artiste (musique de Jacques Hustin), interprète : Jacques Hustin
- La Forêt bleue (musique de Jacques Hustin), interprète : Jacques Hustin
- Ne lui dis pas (musique de Paul et Lana Sebastian), interprète : Dalida
- Justine (musique de Pascal Auriat), interprète : Dalida
- Les Affiches (musique de Marc Heyral), interprète : Les Trois Ménestrels
- Mike (musique de Chris White, paroles originales de Rod Argent), interprète : Métal
- Dix ans ont passé (musique de Russ Ballard), interprète : Métal

### En collaboration avec Claude Delécluse
- Les Amants d'un jour (musique de Marguerite Monnot), interprètes : Édith Piaf, Gérard Calvi
- C'est à Hambourg (musique de Marguerite Monnot), interprètes : Édith Piaf, Renée Lebas
- Comme moi (musique de Marguerite Monnot), interprète : Édith Piaf
- C'est beau la vie (musique de Jean Ferrat), interprètes : Isabelle Aubret, Jean Ferrat, Jacqueline Dulac, Les Djinns, Dania Rika
- Le Bonheur (musique de Jean Ferrat), interprète : Isabelle Aubret
- Derrière la rose noire (musique de Jean Ferrat), interprète : Isabelle Aubret
- Les Moulins (musique de Jean Ferrat), interprète : Isabelle Aubret
- L'Oiseau de liberté (musique d'Alain Goraguer), interprète : Isabelle Aubret
- L'Espoir (musique d'Alain Goraguer), interprète : Isabelle Aubret
- Meine Liebe, mon amour (musique de François Rauber), interprète : Isabelle Aubret
- Les Petits Bistrots (musique de Jean Ferrat), interprètes : Jean Ferrat, Jean-Louis Stain
- Dans le cœur des poètes (musique de Jacqueline Dulac), interprète : Jacqueline Dulac
- Puisque tout renaît (musique de Jacqueline Dulac), interprète : Jacqueline Dulac
- Oui, Paris c'est ça (musique de Migliardi), interprète : Jacqueline Dulac
- Lettre des îles (musique de Francis Lai), interprète : Jacqueline Dulac
- N'en faire qu'à son cœur (musique de Jacqueline Dulac), interprète : Jacqueline Dulac
- Il pleut sur les amandes (musique de Pierre Papadiamandis), interprète : Jacqueline Dulac
- Le Printemps à Paris (musique de Jean Bouchéty), interprète : Jacqueline Dulac
- Avoir 20 ans (musique de Barbara Dane), interprète : Jacqueline Dulac
- Le Plaisir (musique de Claude-Henri Vic), interprète : Christine Sèvres
- Rachel (musique d'André Lutereau), interprète : Juliette Gréco
- La fête est finie (musique de Marc Heyral), interprète : Juliette Gréco
- La Belle Amour (musique de Léo Ferré), interprète : Catherine Sauvage
- Le Ballon bleu (musique de Mireille), interprètes ; Les Trois Ménestrels, Jean-Jacques Debout
- Guitare flamenco (musique de Charles Dumont), interprète : Dalida
- C'est un jour à Naples (musique de René Cloarec), interprète : Dalida
- Pain de joie (musique de Charles Dumont), interprète : Lucien Lupi
- Jenny la chance (musique de Norbert Glanzberg), interprète : Patachou
- Concerto pour un amour (musique d'Alain Barrière), interprète : Anne Costa
- Sans l'amour de toi (musique de Paul Misraki), interprètes : Michèle Arnaud, Colette Mars, Miguel Amador, Jeannine Michel
- Il ne verra pas les Antilles (musique de Florence Véran), interprètes : Florence Véran, Eddie Constantine
- C'est pour le mois de mai (musique de Florence Véran), interprètes : Florence Véran, Anny Flore
- Encore un verre chez Lily (musique de Jean Bernard), interprète : Régine
- Chanson de Jenny de Kiel (musique d'André Grassi), interprète : Béatrice Arnac
- La neige est si blanche (musique de Marc Heyral), interprète : Eva
- Y'avait Fanny (musique de Claude Delécluse), interprètes : John William, Armand Mestral
- Lola, Lola (musique de Claude Delécluse), interprète : Francesca Solleville
- Sachez qu'on m'appelle Mary (musique de Jorge Milchberg), interprète : Francesca Solleville
- Bijou-ciné (musique de Marc Heyral), interprètes : Jean Siegfried, Nina Franca
- Lui qui avait vingt ans (musique de Janine Bertille), interprète Janine Bertille